# Partícula sense massa
En física de partícules, una partícula sense massa és una partícula elemental la massa invariant de la qual és zero. Es coneixen dues partícules de bosó gauge sense massa: el fotó (portador de l'electromagnetisme) i el gluó (portador de la força forta). Tanmateix, els gluons mai s'observen com a partícules lliures, ja que estan confinats dins dels hadrons. A més, el semimetal de Weyl o fermió de Weyl descobert el 2015 també és sense massa.
Originalment es pensava que els neutrins no tenien massa. Tanmateix, com que els neutrins canvien de sabor mentre viatgen, almenys dos dels tipus de neutrins han de tenir massa. El descobriment d'aquest fenomen, conegut com a oscil·lació de neutrins, va fer que el científic canadenc Arthur B. McDonald i el científic japonès Takaaki Kajita comparteixin el premi Nobel de física 2015.
| Nom                 | Símbol | Antipartícula | Càrrega (e) | Spin | Interacció mediada |
| ------------------- | ------ | ------------- | ----------- | ---- | ------------------ |
| fotó                | γ      | el mateix     | 0           | 1    | Electromagnetisme  |
| Gluó                | g      | el mateix     | 0           | 1    | Interacció forta   |
| fermió de Weyl (**) |        | el mateix     | 0           | ½    | N/A                |
| Gravitó (*)         | G      | el mateix     | 0           | 2    |                    |

- (*) Existència no confirmada.

- (**) Cal tenir en compte que, tot i que mai s'ha confirmat experimentalment que existeixin físicament els fermions de Weyl literals, certs sistemes poden actuar col·lectivament de manera que semblen contenir quasipartícules de fermions de Weyl.